# Efectos del alcohol en el cuerpo
Los efectos del alcohol en el organismo son numerosos y diversos. El alcohol es una potente droga psicoactiva con un número elevado de efectos secundarios que pueden afectar de manera grave a nuestro organismo. La cantidad y las circunstancias del consumo juegan un papel importante al determinar la duración de la intoxicación. Por ejemplo, al consumir alcohol después de una gran comida es menos probable que se produzcan signos visibles de intoxicación que con el estómago vacío. La hidratación también juega un papel importante, especialmente al determinar la duración de las resacas.

## Mecanismo de acción
El alcohol tiene un efecto bifásico sobre el cuerpo humano, es decir, que sus efectos cambian con el tiempo. Inicialmente, produce sensaciones de relajación y alegría, pero el consumo posterior puede llevar a tener visión borrosa y problemas de coordinación. Las membranas celulares son altamente permeables al alcohol, así que una vez que el alcohol está en el torrente sanguíneo, se puede esparcir en casi todos los tejidos del cuerpo. 
Tras el consumo excesivo puede aparecer la inconsciencia, y niveles extremos de consumo pueden llevar a un envenenamiento por alcohol y a la muerte (una concentración en la sangre de 0.55% –aprox. 5 gramos de alcohol por litro de sangre– podría matar a la mitad de los afectados por paro cardiorrespiratorio tras afectación bulbar). La muerte también puede ser causada por asfixia, si el vómito –un resultado frecuente de la ingesta excesiva– obstruye la tráquea y el individuo está demasiado ebrio para responder. Una respuesta apropiada de primeros auxilios a una persona inconsciente y ebria es ponerla en posición de recuperación.
Cuando el alcohol llega a la sangre (entre 30 y 90 minutos después de ser ingerido) se produce una disminución de los azúcares presentes en la circulación sanguínea, lo que provoca una sensación de debilidad y agotamiento físico. Lo anterior se debe a que el alcohol acelera la transformación de glucógeno (una sustancia que se encarga de almacenar el azúcar en el hígado) en glucosa y ésta se elimina de forma más rápida. 
Otra acción del alcohol es que inhibe a la vasopresina, una hormona sintetizada por el hipotálamo y luego liberada por la neurohipófisis. Esta hormona es la responsable de mantener el balance de los líquidos en el cuerpo, ordenando al riñón que reabsorba agua de la orina. Si la función de la vasopresina falla, el riñón empieza a eliminar más agua de la que ingiere y provoca que el organismo busque el agua en otros órganos. Esto provoca que las meninges (membranas que cubren el cerebro) pierdan agua y por tanto aparezca el dolor de cabeza. El alcohol disminuye los niveles de vitamina B1 del organismo.

## Fases de la intoxicación etílica
Tras la ingestión de alcohol se producen a corto plazo una serie de efectos o síntomas, dependientes de la dosis ingerida (aunque afectan otros factores individuales).
1. Fase de euforia y excitación. Tasa de alcoholemia: 0,5 g/L. Locuacidad, euforia, desinhibición, conducta impulsiva.
2. Intoxicación. El organismo no está acostumbrado al alcohol que resiste. Poco a poco se afecta el sistema nervioso al originarse la pérdida en la capacidad de coordinar los movimientos produciendo el desequilibrio y a veces caídas. Si se abusa se puede producir la ataxia locomotriz que es una parálisis propia de los alcohólicos. El alcohol produce efectos depresivos y una aparente sensación de calor al dilatarse los vasos cutáneos, pero lo que ocurre realmente es la pérdida de calor del organismo.
3. Fase hipnótica o de confusión. Tasa de alcoholemia: 2 g/L. Irritabilidad, agitación, somnolencia, cefalea. Disartria, ataxia. Náuseas y vómitos.
4. Fase anestésica o de estupor y coma. Tasa de alcoholemia: 3 g/L. Lenguaje incoherente. Disminución marcada del nivel de conciencia (obnubilación y coma) y del tono muscular. Incontinencia de esfínteres. Dificultad respiratoria.
5. Fase bulbar o de muerte. Tasa de alcoholemia: 5 g/L. Shock cardiovascular. Inhibición del centro respiratorio. Paro cardiorrespiratorio y muerte.

## Efectos del alcohol en el cuerpo humano
Son muy diversos los efectos del alcohol a medio y largo plazo y actúan sobre múltiples órganos y sistemas.

### En el cerebro y sistema nervioso
- El consumo de alcohol afecta gradualmente las funciones cerebrales, en primer lugar a las emociones (cambios súbitos de humor), los procesos de pensamiento y el juicio. Si continúa la ingesta de alcohol se altera el control motor, produciendo mala pronunciación al hablar, reacciones más lentas y pérdida del equilibrio.[4]
- Altera la acción de los neurotransmisores, y modifica su estructura y función. Esto produce múltiples efectos: disminución de la alerta, retardo de los reflejos, cambios en la visión, pérdida de coordinación muscular, temblores y alucinaciones. Disminuye el autocontrol, afecta a la memoria, la capacidad de concentración y las funciones motoras.
- La combinación de los anteriores efectos es causa de múltiples accidentes laborales y de circulación, que cuestan la vida cada año a millones de personas en todo el mundo.

- El alcohol es responsable de más del 73% de los accidentes con víctimas mortales.[5] Por ese motivo la legislación prohíbe el consumo de alcohol al momento de conducir vehículos automotores so pena de sanciones que van desde multas, suspensión de la licencia, arrestos y revocatoria definitiva del permiso para conducir.
- El consumo de alcohol daña (y de hecho mata) las células cerebrales (neuronas), así como los nervios periféricos, de forma irreversible.[6]
- La disminución de vitamina B1 producida por el alcohol puede llevar a la enfermedad de Wernicke-Korsakoff, que provoca alteraciones de los sentimientos, pensamientos y memoria de la persona. Los afectados confunden la realidad con sus invenciones.[7]
- Produce trastornos del sueño.
- Las personas alcohólicas se aíslan de su entorno social, suelen padecer crisis en los ámbitos familiares (discusiones, divorcios, abandonos) y laboral (pérdida del empleo), lo que los conduce a la depresión y, en algunos casos, al suicidio.[8]
- Pérdida progresiva de la memoria y de otras capacidades mentales.
- De hecho, el consumo de alcohol a largo plazo, aumenta el riesgo de sufrir varios tipos de demencia, entre ellos el Alzhéimer. [9]
- La mayor parte de sus efectos depende del grado de consumo, centros superiores como: el habla o el juicio se deprimen en primera instancia tiempo después centros inferiores como: la respiración y los reflejos espinales.
- En dosis mayores tanto los mecanismos inhibitorios como excitatorios se ven disminuidos, pudiendo llegar hasta el estado de coma.
- En fases avanzadas produce alteraciones mentales serias y daño cerebral irreversible.
- Periodos de amnesia, con alteración profunda de la memoria y la conciencia de diversa duración (minutos, horas o hasta días).

### En el corazón y sistema circulatorio
- Sobre el corazón, los efectos fisiológicos del consumo son aumentar la actividad cardíaca y producir vasodilatación periférica, lo que explica el enrojecimiento y el aumento de la temperatura superficial de la piel que se produce tras su consumo.
- Aumenta la presión sanguínea (hipertensión) y produce daño en el músculo cardíaco (miocardiopatía alcohólica) por sus efectos  tóxicos.
- Produce fibrilación auricular (arritmia cardiaca con ritmo rápido) y otras arritmias, que en consumo agudo se conocen como "corazón del día de fiesta" (holiday heart syndrome).[10]
- Incrementa el riesgo de hemorragia cerebral y de ictus isquémico.[11]
- .[12][13]

### En el aparato digestivo: estómago, páncreas, hígado o esófago.
Las molestias gástricas son debidas a erosiones en las mucosas producidas por el etanol. El ardor estomacal será mayor si se han mezclado diferentes bebidas o combinados, ya que la irritación gástrica se deberá a todos los componentes bebidos. 
- Aumenta la producción de ácido gástrico que genera irritación e inflamación en las paredes del estómago por lo que, a largo plazo, pueden aparecer úlceras, hemorragias y perforaciones de la pared gástrica. Más si existe infección por Helicobacter pylori o si se está en tratamiento con AINES (aspirina, ibuprofeno, naproxeno, etc.)
- El cáncer de estómago ha sido relacionado con el consumo del alcohol. También provoca cáncer de orofaringe y esófago, y es uno de los principales factores de riesgo del cáncer hepático.[14]
- Provoca esofagitis, una inflamación del esófago, varices esofágicas sangrantes y desgarros de Mallory-Weiss.
- Puede producir pancreatitis aguda, una enfermedad inflamatoria severa del páncreas, con peligro de muerte.
- Puede provocar pancreatitis crónica, que se caracteriza por un intenso dolor permanente.
- Otras alteraciones posibles son la diabetes tipo II (por el daño pancreático) y peritonitis.

- El hígado es el órgano encargado de metabolizar el alcohol, que es transformado por las enzimas del hígado primero en acetaldehído y después en acetato y otros compuestos. Este proceso es lento y no está exento de daños (el acetaldehído despolariza las proteínas, oxida los lípidos, consume vitaminas del grupo B y daña los tejidos).

- Al irritarse la célula hepática es posible que se produzca hepatitis alcohólica, debido a la destrucción celular e inflamación tisular. Con el tiempo, el hígado evoluciona (hígado graso o esteatosis) para adaptarse a la sobrecarga metabólica, pudiendo llegar a hepatitis y más tarde a la cirrosis hepática, producto de la muerte celular y la degeneración del órgano. Esta grave enfermedad puede degenerar finalmente en cáncer de hígado, insuficiencia hepática, y producir la muerte. Manifestaciones de esta alteración hepática son la ictericia, un tono amarillento que adquiere la piel y la esclerótica, y los edemas, acumulación de líquido en las extremidades. El consumo excesivo de alcohol y la hepatopatía crónica por virus C son las causas principales de trasplante hepático en los países occidentales.
- Altera la función del riñón, reduciendo los niveles de la hormona antidiurética, provocando deshidratación y tomando agua de otros órganos como el cerebro, lo cual genera dolor de cabeza.

- El alcohol aporta abundantes calorías (7 kcal por gramo de alcohol) con escaso valor nutritivo. No nutre pero elimina el apetito, sustituye a otros alimentos más completos y a la larga puede generar desnutrición. Esto se agrava pues inhibe la absorción de algunas vitaminas y minerales.

### En la sangre
- Inhibe la producción de glóbulos blancos y rojos, determinando descenso de glóbulos blancos (leucopenia) y anemia macrocítica con aumento del tamaño de los hematíes.[15]
- El alcohol, por déficit de vitaminas como la vitamina B12 o el ácido fólico, puede provocar anemia megaloblástica.[15]

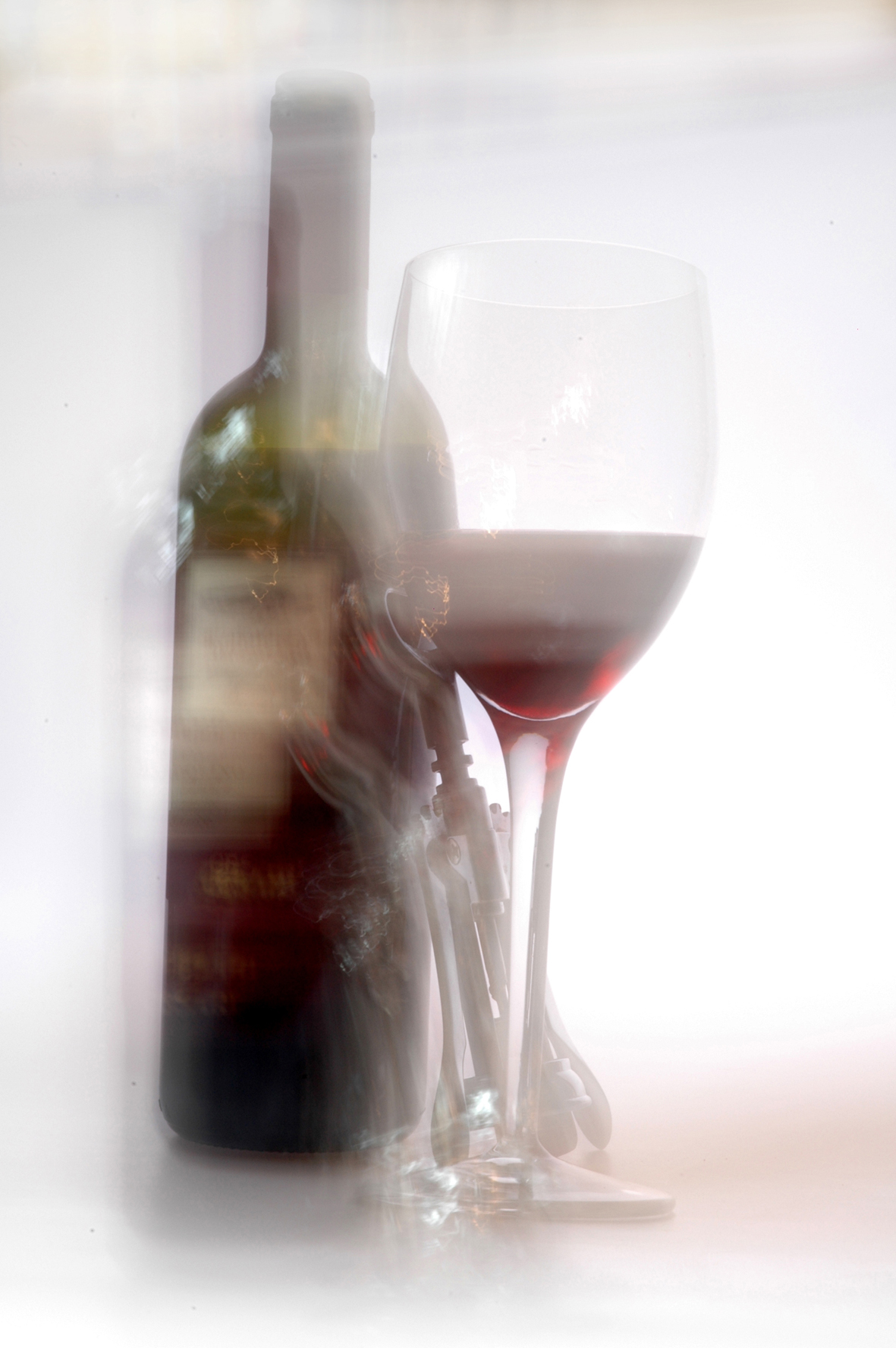
Representación de los efectos del alcohol en la visión.

### En el sistema  inmunológico
- La falta de glóbulos blancos así como otros múltiples trastornos originados por el alcohol en el sistema inmune origina un fallo en el sistema inmunitario, aumentando el riesgo de infecciones bacterianas y virales.[16]

### En el sistema reproductor
- Puede causar infertilidad y disfunción eréctil.[17]

### En el embarazo y el feto
- El consumo del alcohol en el embarazo puede desencadenar el síndrome alcohólico fetal. Sus síntomas son un retardo del crecimiento, alteración de rasgos cráneo-faciales, malformaciones cardíacas, malformaciones hepáticas, malformaciones renales, malformaciones oculares y malformación cerebral.
- El mayor daño se produce en el sistema nervioso central del feto, en el que puede aparecer retraso mental.

Es por este motivo que la mujer embarazada debe abstenerse totalmente de ingerir alcohol.

### Síndrome de dependencia alcohólica (alcoholismo)
Es de los problemas más graves asociados al consumo de alcohol por la gran cantidad e importancia de los síntomas que engloba.

### Cáncer
El alcohol está reconocido por el Centro Internacional de Investigaciones sobre el Cáncer (IARC, por sus siglas en inglés), como un carcinógeno del grupo 1 (carcinógeno en humanos). El alcohol está reconocido como agente causal del cáncer de mama, cáncer colorrectal, cáncer de orofaringe y laringe, cáncer de esófago, cáncer de estómago y cáncer de hígado.